# Caroline Jouisse
Caroline Jouisse, née le 26 mai 1994 à Saint-Mandé, est une nageuse française, pratiquant la nage en eau libre.

## Carrière
Elle remporte en 2013 la Coupe de France de nage en eau libre. Elle est médaillée de bronze du 25 kilomètres aux Championnats d'Europe de nage en eau libre 2016 à Hoorn.
Aux Jeux mondiaux militaires 2019 à Wuhan, elle est médaillée d'or du relais 5 km en eau libre et médaillée de bronze du 10 km en eau libre. Durant cette même année 2019, elle a terminé quatrième de la saison de coupe du monde sur 10 km en eau libre.